# Porte de Vézénobres
La porte de Vézénobres est une porte de ville située à Vézénobres, en France.

## Localisation
Cette porte de ville est située « rue de l’Horloge » sur la commune de Vézénobres, dans le département français du Gard.

L'édifice est inscrit au titre des monuments historiques en 1964

## Description
La porte de Sabran qui commandait la route d'Uzès, est la seule des cinq portes médiévales ouvertes dans les remparts qui ait subsisté jusqu'à nos jours. L’appareillage en bossage permet de situer sa construction au début XIIe siècle. Au XVIIIe siècle la tour est rehaussée d’un clocher doté d'une horloge.  L’horloge primitive est exposée dans le petit musée qui jouxte la tour, en face du presbytère protestant.

En descendant la rue de l’horloge, une fois la porte franchie, on peut voir, en se retournant, un fragment des anciens remparts et du chemin de ronde.

## Historique
La porte doit son nom à la Maison de Sabran, illustre famille du Languedoc qui trônait dès le XIIe siècle sur le duché d’Uzès. Guillaume I de Sabran suivit le comte de Toulouse, à Jérusalem, dès la première croisade, en 1099. Cette famille donna un grand nombre de chevaliers et commandeurs à l’Ordre de Malte après que Claude de Sabran y fut reçu en 1531